# Morral (Ohio)
Pour les articles homonymes, voir Morral.
Morral est un village américain situé dans le comté de Marion, dans l'Ohio. Selon le recensement de 2010, sa population est de 399 habitants.